# Wolfgang Schwenke (Zoologe)
Wolfgang Schwenke (* 22. März 1921
in Roßlau; † 3. Mai 2006 in Fürstenfeldbruck) war ein deutscher Forstentomologe. Bekannt wurde er vor allem als Herausgeber des fünfbändigen Werkes Die Forstschädlinge Europas.

## Leben
Wolfgang Schwenke wurde am 22. März 1921 in Roßlau an der Elbe geboren. Nach dem Besuch des Gymnasiums in Dessau ging er 1939 nach Berlin, um dort Zoologie zu studieren. Wegen des Ausbruchs des Zweiten Weltkrieges wurde er zur Wehrmacht eingezogen, sodass er sein Studium erst 1946 in Leipzig fortsetzen konnte. 1950 wurde Schwenke mit einer Arbeit über die Charakterisierung und Abgrenzung von Waldtypen mit Hilfe der Insektenfauna zum Dr. phil. promoviert und war danach bis 1959 als wissenschaftlicher Mitarbeiter am Deutschen Entomologischen Institut in Berlin-Friedrichshagen tätig. Dort leitete er ab 1954 die Abteilung für Ökologische Entomologie.
1958 folgte die Habilitation an der Humboldt-Universität Berlin über die Standort-Bindung der Populationsdynamik von Forstinsekten. Schwenke wechselte dann an die Universität München, wo er ab 1959 freier Mitarbeiter bei Wilhelm Zwölfer am Institut für Angewandte Zoologie war. Als Nachfolger Zwölfers wurde er von 1964 bis 1966 zunächst kommissarischer Leiter des Institutes, 1966 dann Leiter. Gleichzeitig erhielt er die Berufung auf den Lehrstuhl für Angewandte Zoologie. Beide Funktionen hatte er bis zu seiner Emeritierung 1987 inne. Zugleich war er in dieser Position Leiter des Instituts für Zoologischen Forstschutz der Forstlichen Versuchsanstalt des Bayerischen Staatsministeriums für Landwirtschaft und Forsten. Als Lehrstuhlinhaber betreute er rund 100 Diplomanden, 40 Doktoranden und drei Habilitanden.
Professor Dr. phil. em. Wolfgang Schwenke, der zuletzt in Gröbenzell lebte, starb am 3. Mai 2006 nach kurzer Krankheit in Fürstenfeldbruck. Er liegt auf dem Waldfriedhof in Dachau begraben.

## Leistungen
Schwenke hat sich im Zuge seiner wissenschaftlichen Arbeit intensiv mit den Ursachen der Massenvermehrung speziell von Forstinsekten beschäftigt. Dabei lag sein Augenmerk auch auf den Einflüssen, die Witterung oder auch Düngung auf Bäume und die von ihnen lebenden Tiere haben. Es gelang ihm dabei, die angewandte Entomologie in die sich entwickelnde Ökosystemforschung einzubinden. Seinem Motto "Nicht Symptome bekämpfen, sondern Ökosysteme stabilisieren" gemäß setzte er sich – angeregt auch durch die Schriften Karl Gößwalds – für eine Entwicklung des Forstschutzes in Richtung Waldhygiene ein und richtete als Gegengewicht zur bis dahin vorherrschenden chemischen Schädlingsbekämpfung an seinem Institut eine Schwerpunkt-Abteilung für biologische und biotechnische Bekämpfung ein. Daneben etablierte er dort auch eine Abteilung für Kleinsäuger und baute ein Mäuse-Überwachungsnetz für Bayern auf. Er galt als ausgezeichneter Kenner der Schlupfwespen und legte 1999 eine Revision der Schlupfwespen-Familie Mesochorinae vor.
Schwenkes Bibliographie besteht aus mehr als 100 Veröffentlichungen. Besonders bekannt sind das für das Forststudium maßgebliche Lehrbuch Leitfaden der Forstzoologie und des Forstschutzes gegen Tiere (1981) sowie sein Hauptwerk Die Forstschädlinge Europas in fünf Bänden (1972–1986), dessen Herausgabe er als sein wissenschaftliches Lebenswerk betrachtete. Daneben war Schwenke auch Herausgeber der beiden Fachzeitschriften Zeitschrift für Angewandte Entomologie (bis 1995) und Anzeiger für Schädlingskunde. Bei einem breiteren Publikum hatte er großen Erfolg als Verfasser solch populärwissenschaftlicher Werke wie dem Ameisen-Buch Der duftgelenkte Staat (erstmals 1972 erschienen). Daneben betätigte er sich auch als Übersetzer.
Für die Fortführung und Erweiterung des literarischen Werkes seines Vorgängers am Lehrstuhl für Angewandte Zoologie, Karl Escherich, seine Untersuchungen zum Massenwechsel von Insekten in Wirtschaftswäldern sowie sein erfolgreiches Wirken bei der Verbreitung von Forschungsergebnissen auf dem Gebiet der angewandten Entomologie zeichnete ihn die Deutsche Gesellschaft für allgemeine und angewandte Entomologie am 28. März 1995 mit der Karl-Escherich-Medaille aus.

## Werke (Auswahl)

### Wissenschaftliche Veröffentlichungen und Lehrbücher
- Vergleichend-biocoenologische Untersuchungen im Waldgebiet des südwestlichen Flämings und seines Elbe-Vorlandes. Ein Beitrag zum Problem der Abgrenzung biocoenologischer Einheiten. (Dissertation.), Leipzig 1950
- Über die Standortabhängigkeit des Massenwechsels der Lärchenminiermotte (Colephora laricella Hb.) und der Ahorneule (Acronycta aceris L.) ... etc. . (Habilitationsschrift.), Berlin 1958
- Leitfaden der Forstzoologie und des Forstschutzes gegen Tiere, Hamburg 1981
- Revision der europäischen Mesochorinae (Hymenoptera, Ichneumonoidea, Ichneumonidae), München 1999

### Populärwissenschaftliche Veröffentlichungen
- Zwischen Gift und Hunger. Schädlingsbekämpfung gestern, heute und morgen, Berlin, Heidelberg und New York 1968
- Der duftgelenkte Staat, 1972
- Der unbekannte Wald, Hannover 1987

### Herausgebertätigkeit
- Die Forstschädlinge Europas. Ein Handbuch in 5 Bänden
  - Band 1: Würmer, Schnecken, Spinnentiere, Tausendfüßer und hemimetabole Insekten, Hamburg und Berlin 1972
  - Band 2: Käfer, Hamburg und Berlin 1974
  - Band 3: Schmetterlinge, Hamburg und Berlin 1978
  - Band 4: Hautflügler und Zweiflügler, Hamburg 1982
  - Band 5: Wirbeltiere, Hamburg 1986
- Zeitschrift für Angewandte Entomologie
- Anzeiger für Schädlingskunde

### Als Übersetzer
- Peggy Pickering Larson, Mervin W. Larson: Insektenstaaten. Aus dem Leben der Wespen, Bienen, Ameisen und Termiten (OT: Lives of social insects), Hamburg und Berlin 1971
- Stanley Baron: Die achte Plage. Die Wüstenheuschrecke, der Welt größter Schädling (OT: The desert locust), Hamburg, und Berlin 1975